# کاماتکا (آریزونا)
کاماتکا (به انگلیسی: Komatke) یک منطقهٔ مسکونی در ایالات متحده آمریکا است که در شهرستان مریکوپا، آریزونا واقع شده‌است. کاماتکا ۵٫۸۰ کیلومتر مربع مساحت و ۲۸٬۰۶۸ نفر جمعیت دارد.